# Aloe decaryi
Aloe decaryi ist eine Pflanzenart der Gattung der Aloen in der Unterfamilie der Affodillgewächse (Asphodeloideae). Das Artepitheton decaryi ehrt den Franzosen Raymond Decary.

## Beschreibung

### Vegetative Merkmale
Aloe decaryi wächst stammbildend und verzweigt. Die schlanken, aufrechten Stämme erreichen eine Länge von 100 bis 150 Zentimetern. Die zehn bis 14 aufrechten oder ausgebreiteten Laubblätter befinden sich an den Triebspitzen. Die trüb grüne, fleischige  Blattspreite ist 15 bis 19 Zentimeter lang und 0,8 bis 1,2 Zentimeter breit. Die festen, weißen Zähne am Blattrand stehen 5 bis 10 Millimeter voneinander entfernt. Die Blattscheiden sind deutlich gestreift.

### Blütenstände und Blüten
Der aufrechte,  einfache Blütenstand erreicht eine Länge von 20 bis 30 Zentimeter. Die ziemlich lockeren, kurz zylindrischen Trauben bestehen aus bis zu 20 Blüten. Die Brakteen weisen eine Länge von 8 Millimeter auf und sind 3 Millimeter breit. Die rosenroten bis scharlachroten Blüten stehen an 10 Millimeter langen, rosafarbenen Blütenstielen. Die Blüten sind 20 bis 30 Millimeter lang. Auf Höhe des Fruchtknotens weisen die Blüten einen Durchmesser von 6 Millimeter auf. Ihre äußeren Perigonblätter sind nicht miteinander verwachsen. Die Staubblätter und der Griffel ragen 2 Millimeter aus der Blüte heraus.

## Systematik und Verbreitung
Aloe decaryi ist auf Madagaskar im dichten Küstenbusch verbreitet.
Die Erstbeschreibung durch André Guillaumin wurde 1941 veröffentlicht.

## Nachweise